# Fiat Termini Imerese

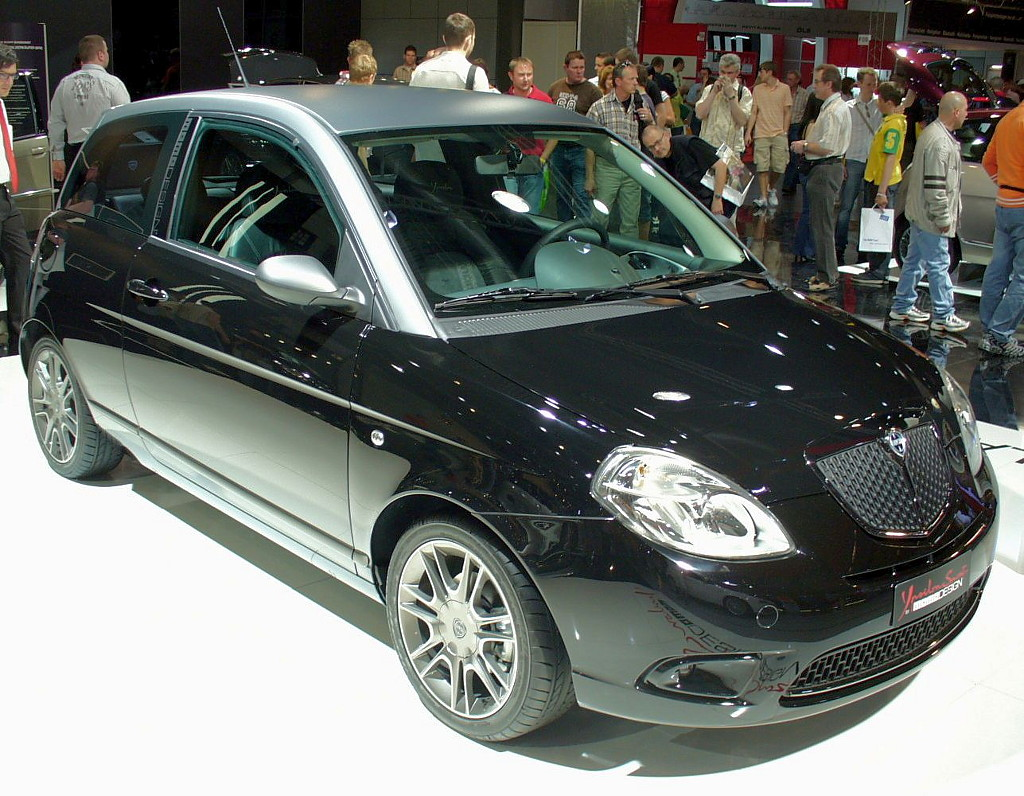
Lancia Ypsilon.

Fiat Termini Imerese, fue una fábrica de Fiat Group Automobiles inaugurada en 1970 para la producción de coches. Se encontraba situada frente al Mar Mediterráneo en la localidad de Termini Imerese, en la provincia de Palermo, en el Sur de Italia. En el momento de su cierre empleaba a 1,400 trabajadores.

## Historia
La planta fue construida en 1970 después de una importante contribución de la región siciliana concedida al grupo automovilístico para obtener la ubicación de la nueva planta en su territorio. Para tal fin se creó la sociedad Sicilfiat, una empresa en la que Fiat tenía una participación mayoritaria con el 60% de las acciones. En 1977, Fiat adquirió todas las acciones por lo que la fábrica se convirtió en una de las muchas plantas de Fiat Group. Comenzó a producir con una plantilla de aproximadamente 1500 empleados, aunque en los años 1980 esta cifra había aumentado a 3200 empleados. Desde los años noventa hasta hoy se han producido sucesivas reorganizaciones de la mano de obra que ha tenido como resultado la reducida plantilla actual.
A pesar de la reconocida calidad de la producción, en 2010 se encontró entre las plantas a cerrar en el marco del plan preparado por Sergio Marchionne, Consejero Delegado de Fiat Group. Fiat anunciaba unas perdidas de 1000 € en cada uno de los 60.000 Lancia Ypsilon que se hicieron en el año 2009 en Termini Imerese, por lo que se trasladó la producción de este vehículo a la planta de Fiat Mirafiori. En el momento de la decisión de su cierre el fabricante describió la planta como una "catedral en el desierto" al final de una cadena de suministro que no resulta rentable. El 24 de noviembre de 2011 fabricó su último coche.

## Producción
Desde su creación la planta ha producido:
- 1970-1975: Fiat 500, 207.988 unidades.

- 1975-1979: Fiat 126, aproximadamente 200.000 unidades.

- 1980-1992: Fiat Panda, aproximadamente 2.300.000 unidades.

- 1993-1999: Fiat Punto, aproximadamente 900.000 unidades.

- 1999-2005: Fiat Punto, aproximadamente 350.000 unidades.

- 2005-2011: Lancia Ypsilon, 374.722 unidades a 31/12/2010.